# Ford Telstar
Ford Telstar – samochód osobowy klasy średniej produkowany pod amerykańską marką Ford w latach 1982 – 1999. 

## Pierwsza generacja

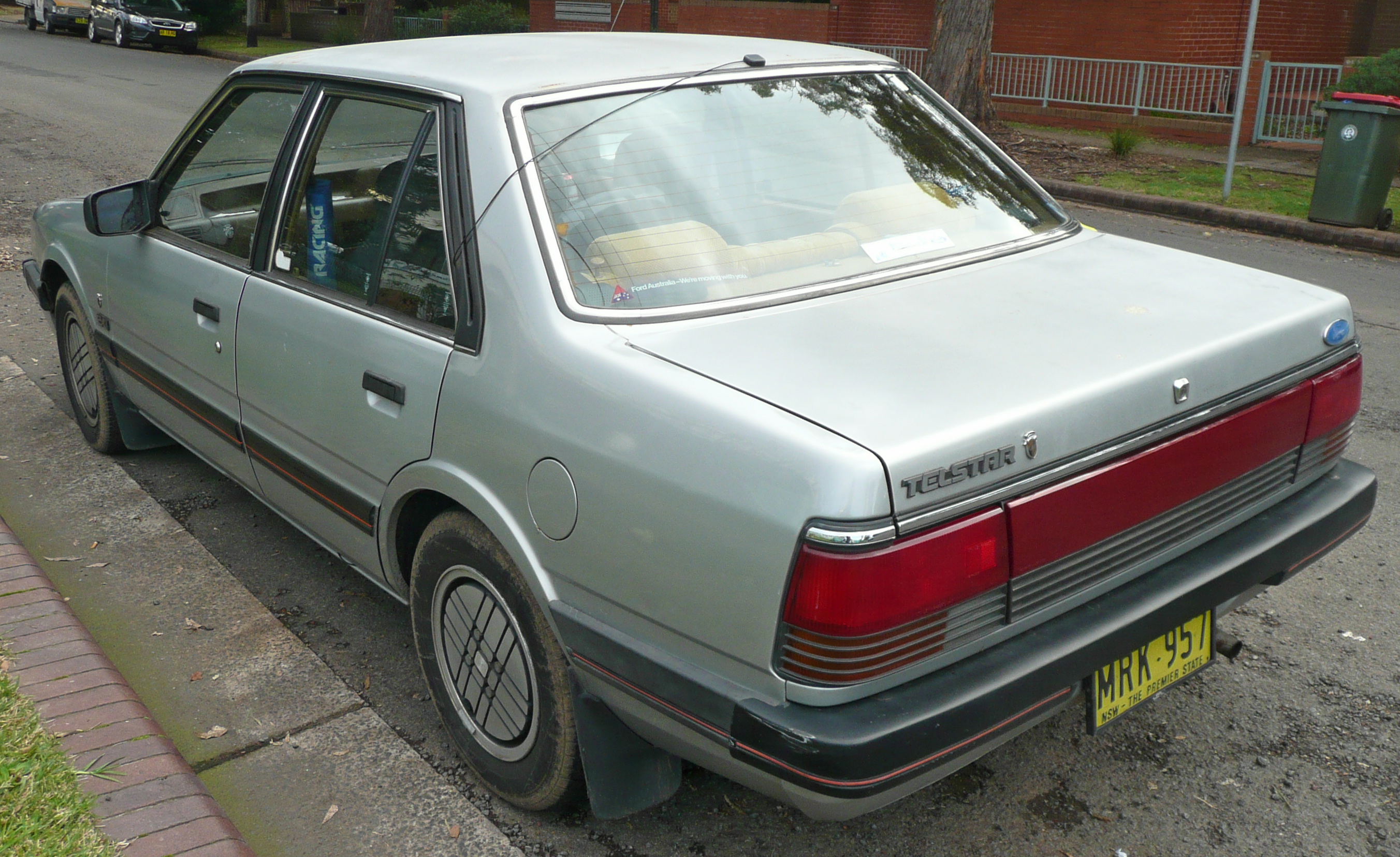
Ford Telstar II - tył

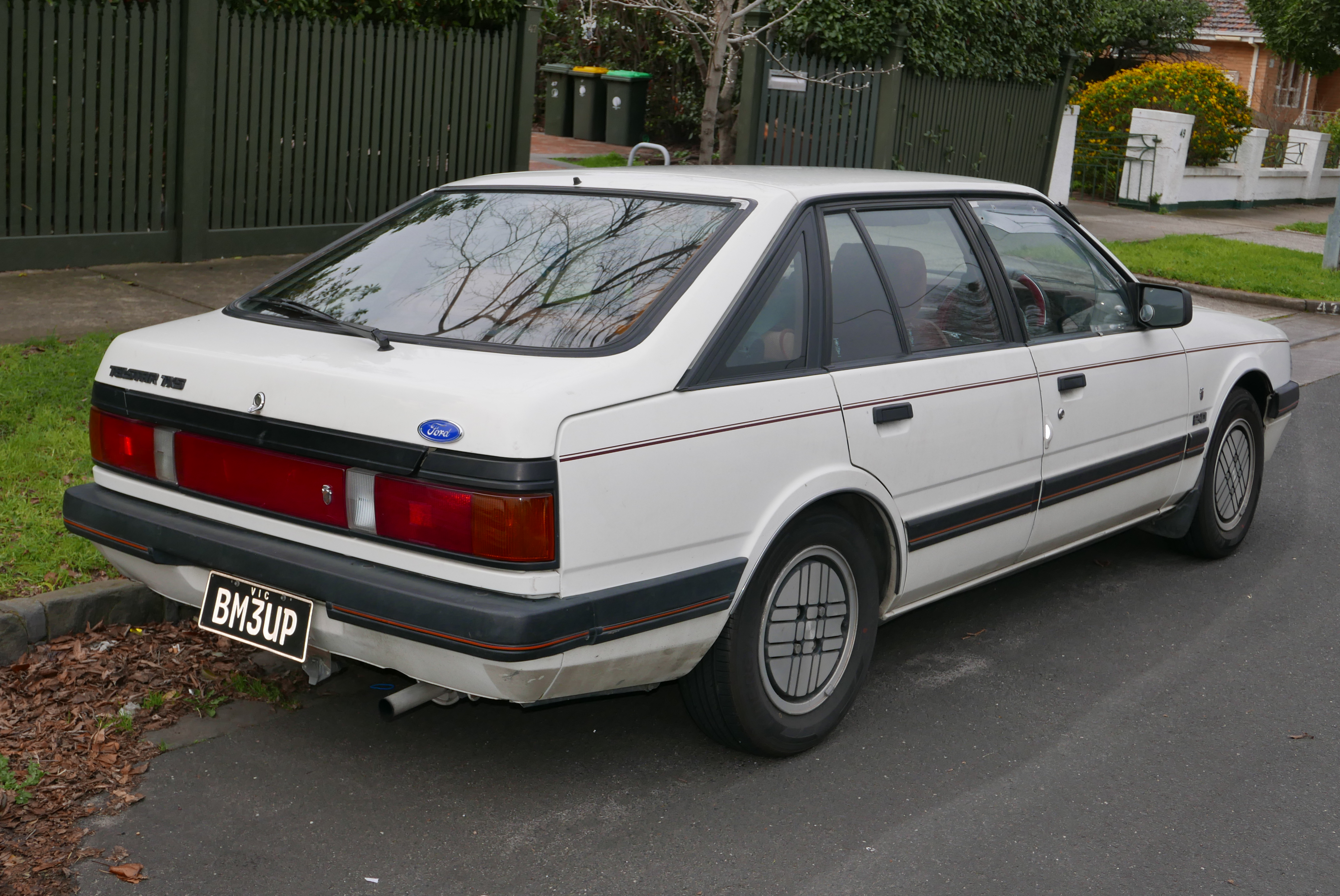
Ford Telstar II Liftback

Ford Telstar I został zaprezentowany po raz pierwszy w 1982 roku.
Rok po przedstawieniu kompaktowego modelu Laser w 1981 roku, Ford postanowił rozszerzyć swoją współpracę z Mazdą także o większy model klasy średniej przeznaczony na rynek Australii, Nowej Zelandii, Azji Wschodniej i Japonii. 
Telstar I był bliźniaczą konstrukcją względem Mazdy 626/Capella, odróżniając się od niego zachowawczymi wizualnymi modyfikacjami. Inny był pas przedni, tylne lampy i pozostałe detale.

### Silniki
- L4 1.6l 16V F6
- L4 2.0l 16V FE
- L4 2.0l 16V FET

## Druga generacja

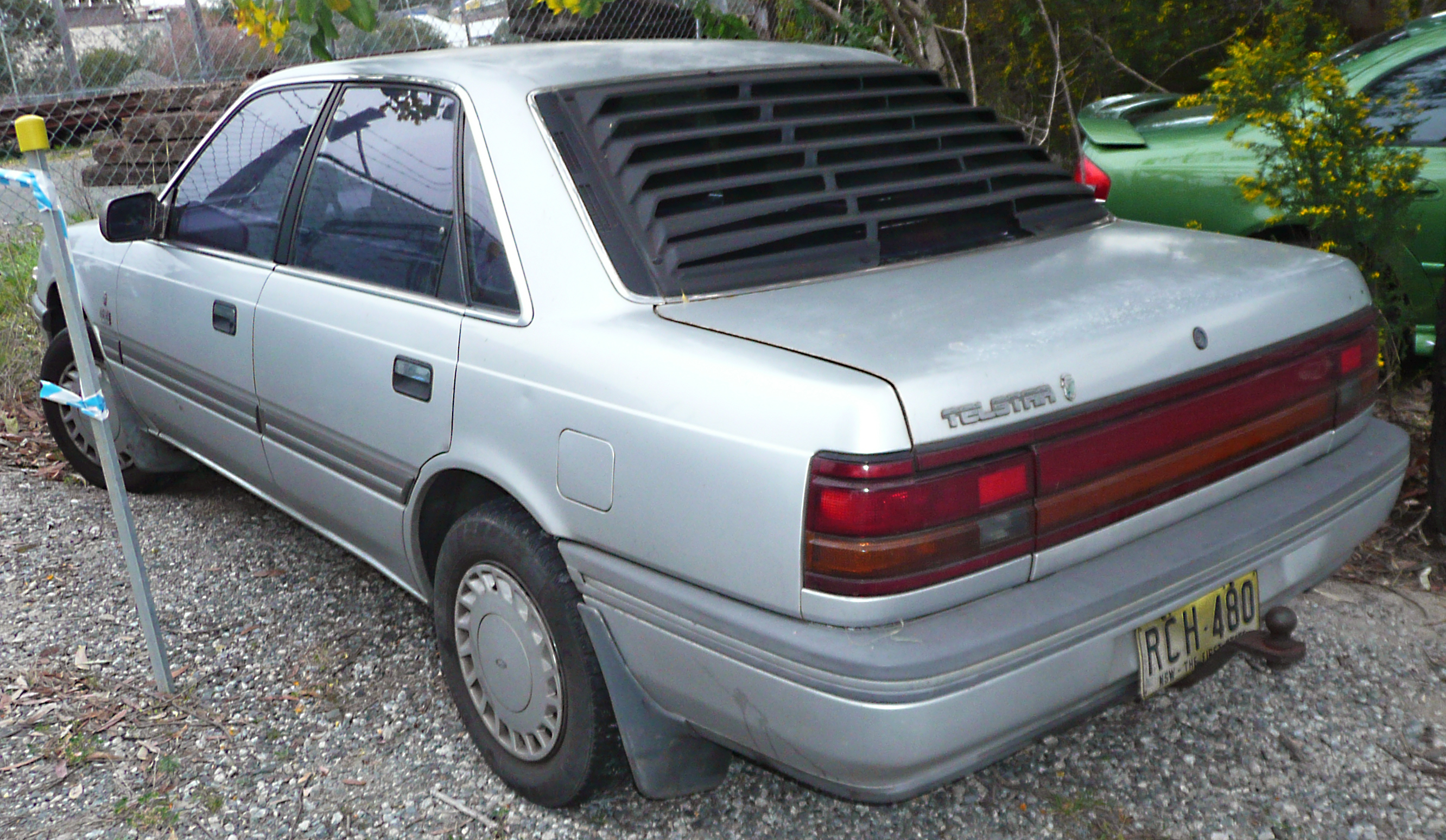
Ford Telstar II - tył

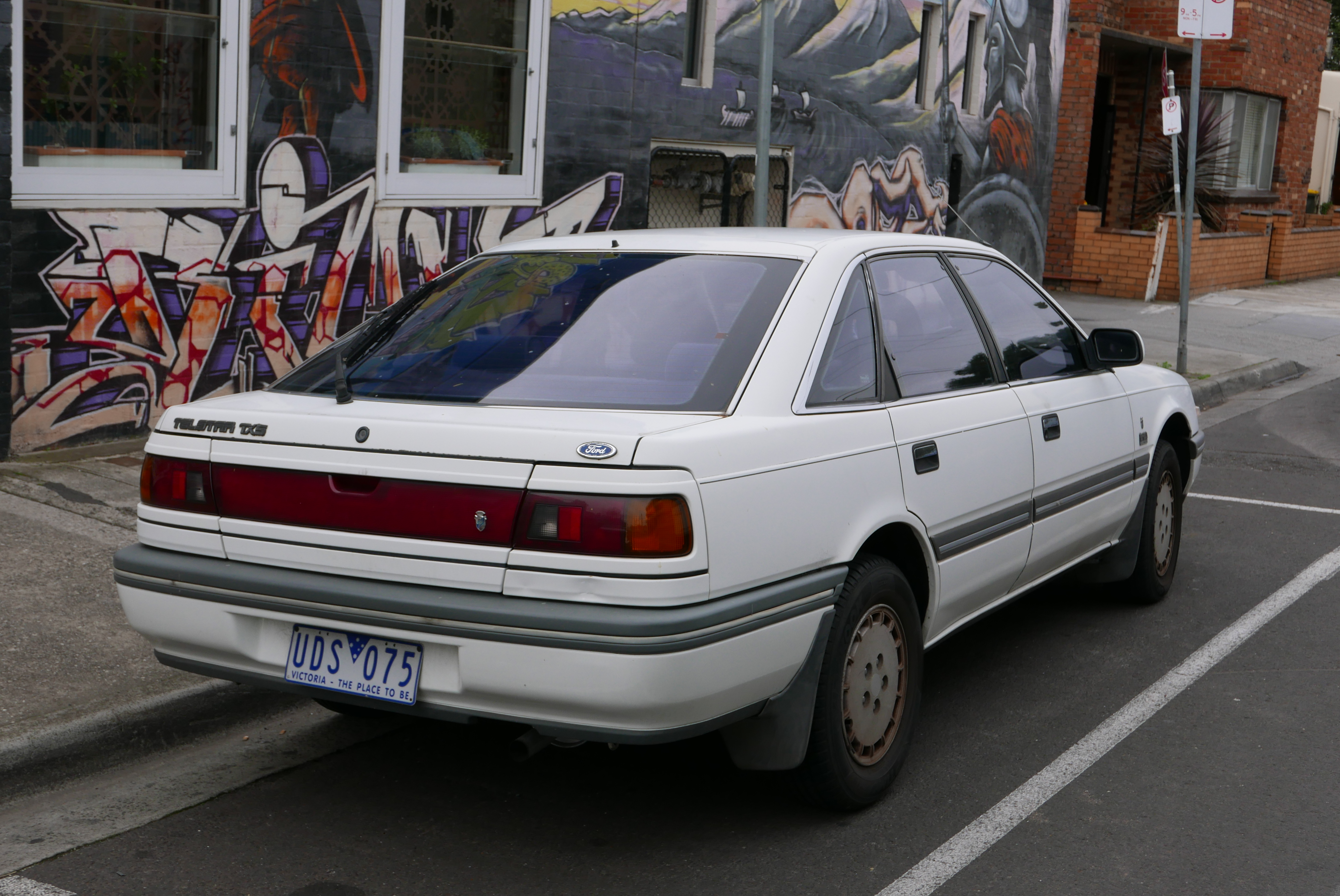
Ford Telstar II Liftback

Ford Telstar II został zaprezentowany po raz pierwszy w 1987 roku.
Drugie wcielenie Telstara utrzymano w nowocześniejszej, bardziej kanciastej stylistyce. Samochód ponownie został opracowany we współpracy australijskiego oddziału Forda z Mazdą jako bliźniacza konstrukcja względem modelu 626.
Tym razem Telstar odróżniał się zmodyfikowanym, ściętym kształtem reflektorów, a także ponownie zyskał charakterystyczny odblaskowy pas optycznie wydłużający tylne lampy. Poza Australią, Nową Zelandią i Japonią, samochód importowano także do Afryki Południowej.

### Silniki
- L4 1.6l 16V F6
- L4 1.8l 16V F8
- L4 2.0l 16V FE
- L4 2.0l 16V FET
- L4 2.0l 16V F2

## Trzecia generacja

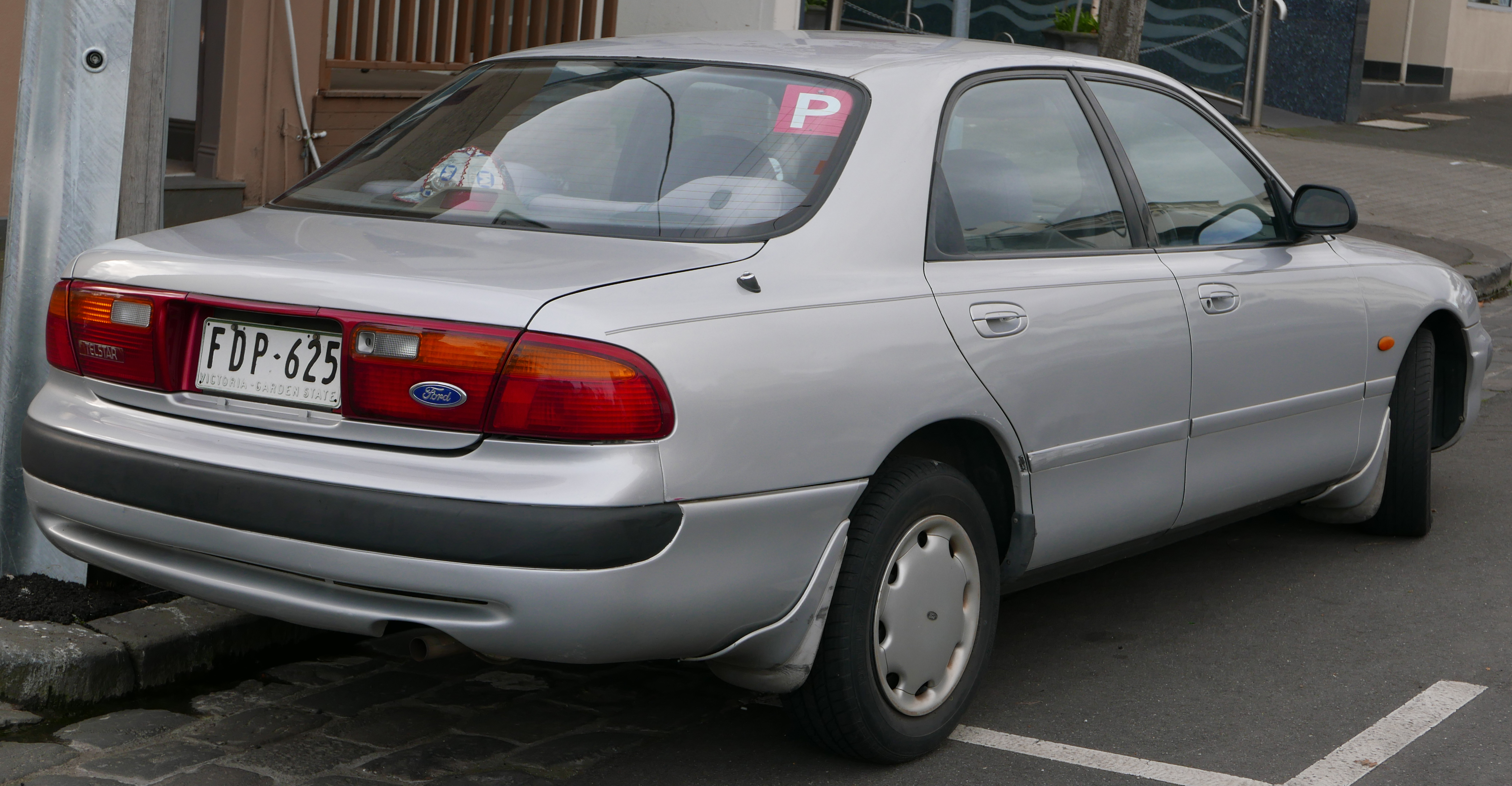
Ford Telstar III - tył

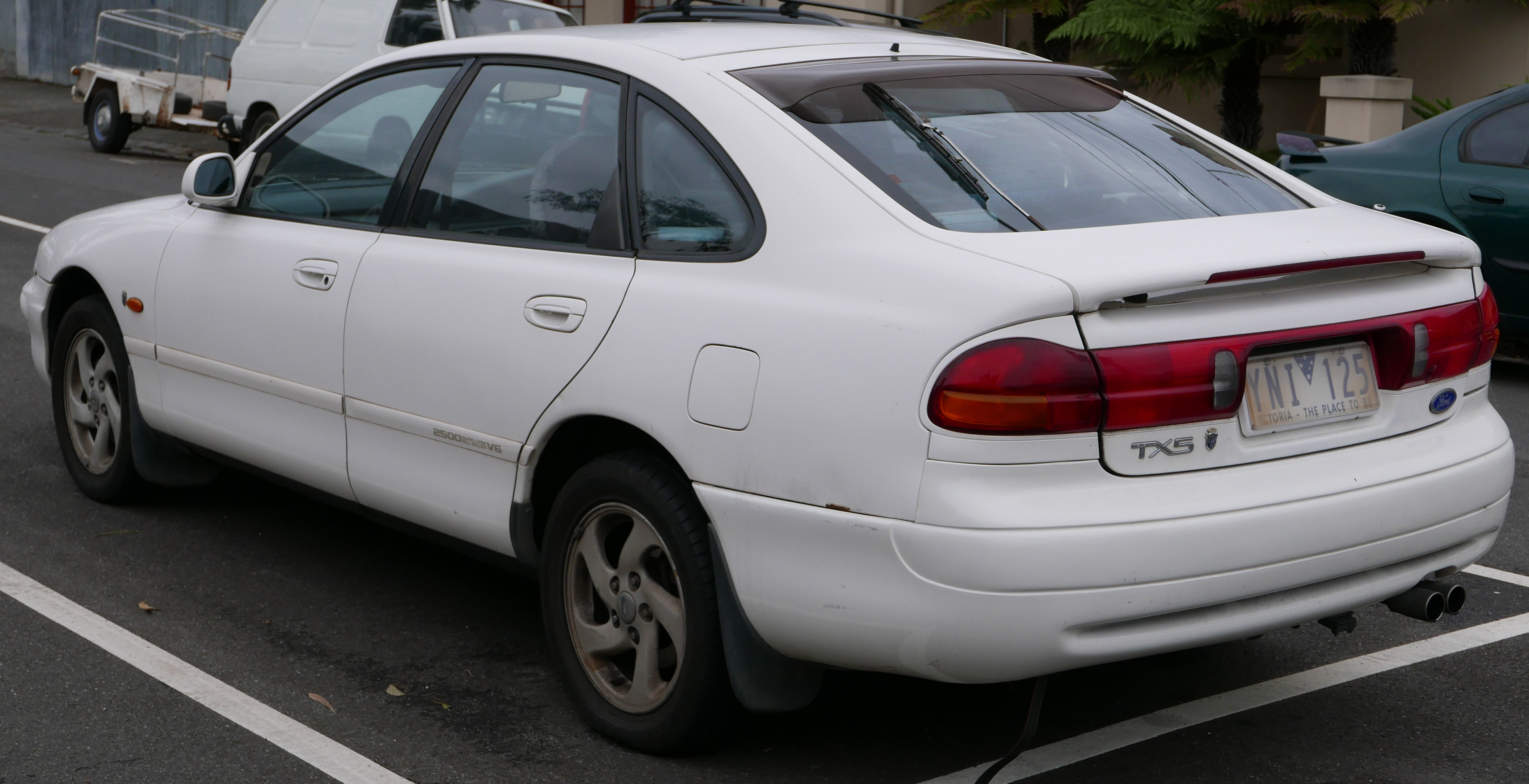
Ford Laser III Liftback

Ford Telstar III został zaprezentowany po raz pierwszy w 1991 roku.
Ford Telstar trzeciej generacji zadebiutował na początku lat 90. XX wieku, przechodząc gruntowną metamorfozę pod kątem stylistycznym w stosunku do poprzednika. Jako że bliźniacza Mazda 626 przyjęła przy okazji zmiany generacji charakterystyczną, obłą sylwetkę z wąskimi i łagodnymi liniami, tak samo stało się z odpowiednikiem ze znaczkiem Forda. Od japońskiego bliźniaka Telstar III odróżniał się innym kształtem reflektorów, innym wypełnieniem tylnych lamp i zmodyfikowanymi zderzakami. 
Była to ostatnia generacja Telstara oferowana w Australii, Nowej Zelandii i Afryce Południowej - w 1994 roku produkcja została zakończona przedwcześnie z powodu spadającej sprzedaży na rzecz nowego modelu importowanego z Europy, Forda Mondeo. Produkcja na potrzeby rynku japońskiego trwała do 1997 roku, aż do momentu prezentacji następcy.

### Silniki
- L4 1.8l 16V FP
- L4 2.0l 16V FS
- L4 2.0l 16V RFT Comprex
- V6 2.0l 16V KF
- V6 2.5l 16V KL

## Czwarta generacja

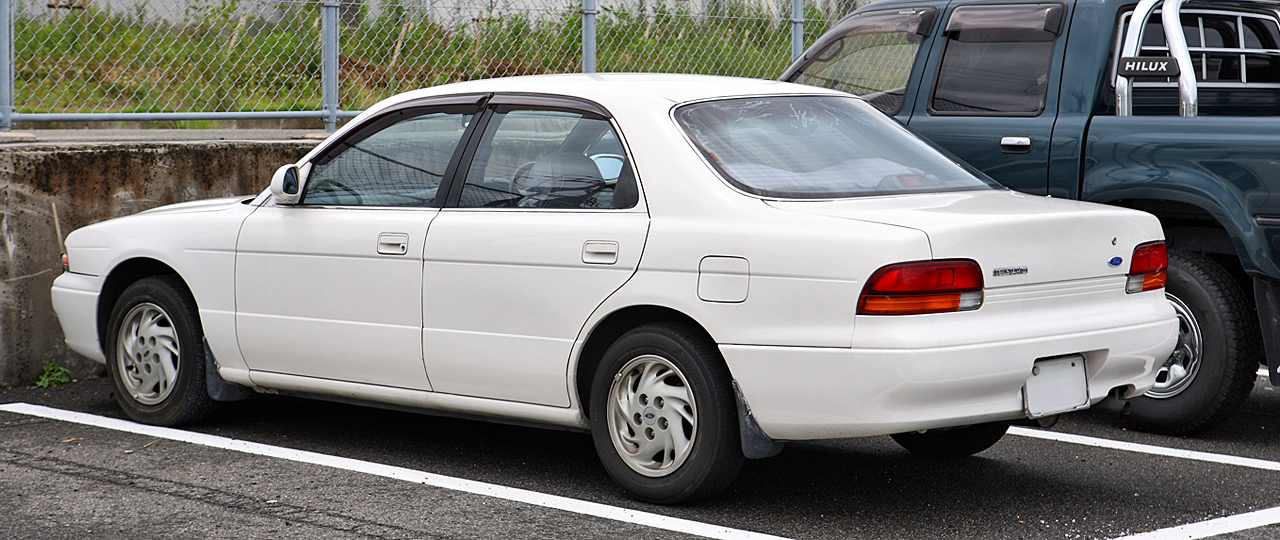
Ford Telstar IV - tył

Ford Telstar IV został zaprezentowany po raz pierwszy w 1994 roku.
Prezentując czwartą generację Forda Telstara, zaszły duże zmiany w rynkowym zasięgu tego modelu. Po raz pierwszy opracowano ją wyłącznie z myślą o rynku japońskim i po raz pierwszy bliźniaczą konstrukcją Mazdy był nie model 626, a oferowany tylko na wewnętrznym rynku model Capella.
Różnice wizualne były minimalne - Telstar IV różnił się tylko logotypami.

### Silniki
- L4 1.8l FP
- L4 2.0l FS

## Piąta generacja

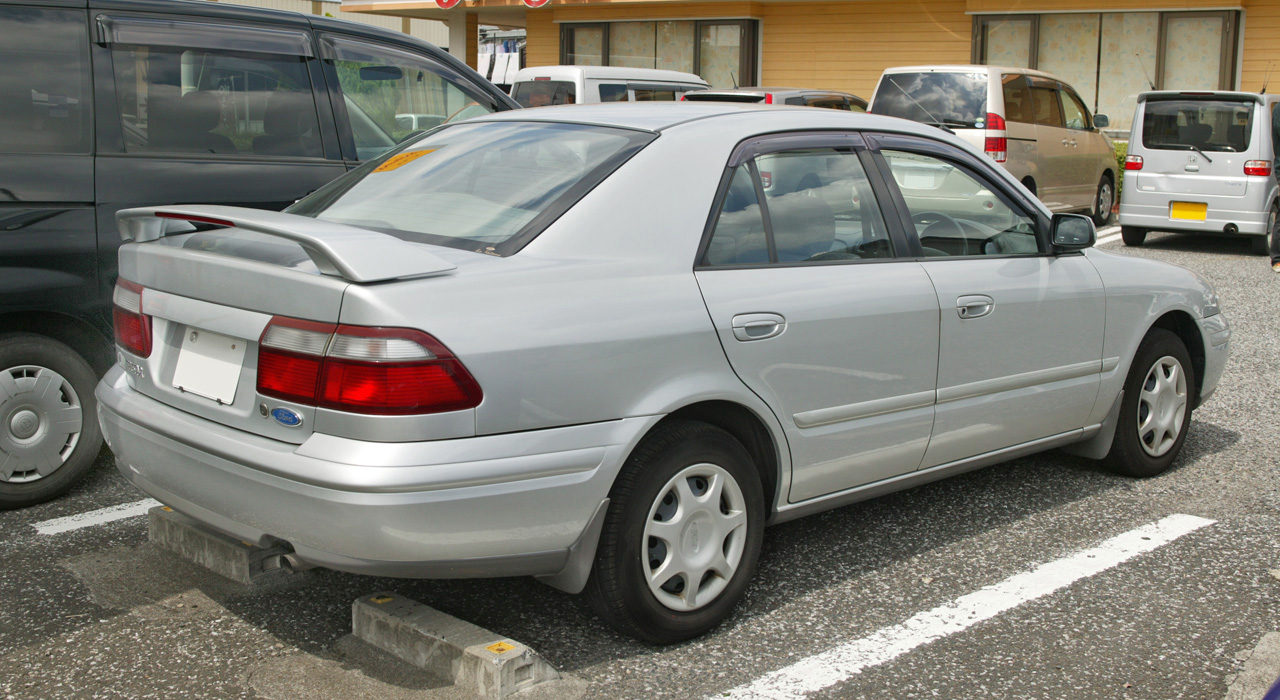
Ford Telstar V - tył

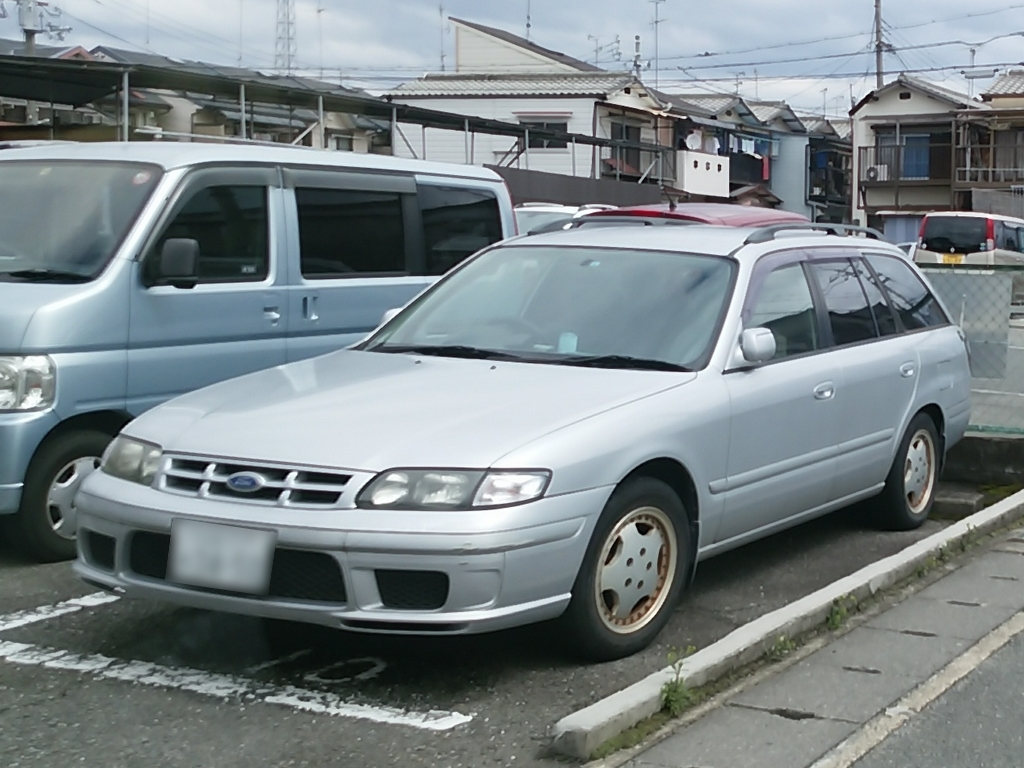
Ford Telstar V Kombi

Ford Telstar V został zaprezentowany po raz pierwszy w 1997 roku.
Piąta i ostatnia generacja Forda Telstara, podobnie jak poprzednik, została opracowana wyłącznie z myślą o rynku japońskim. 
Samochód ponownie był bliźniaczą wersją znanej z Europy ostatniej generacji Mazdy 626, różniąc się od niej jedynie kształtem atrapy chłodnicy i wzorem zderzaków. Po raz pierwszy w historii ofertę nadwoziową wzbogaciło 5-drzwiowe kombi. Z powodu symbolicznej sprzedaży, produkcja Telstara V została zakończona w 1999 roku, a samochód wycofano z rynku bez następcy.

### Silniki
- L4 1.8l DOHC FS-DE
- L4 2.0l DOHC RF-T